# Sundsfjorden (Averøy)
 For alternative betydninger, se Sundsfjorden. (Se også artikler, som begynder med Sundsfjorden)
Sundsfjorden er en fjord på Averøya i Averøy kommune i Møre og Romsdal fylke i Norge. Den går 1,7 kilometer mod syd til Sundsøya hvor den fortsætter som Nekkstadfjorden. Syd for Nekkstadfjorden ligger  Bafjorden, og til sammen har de tre fjorde en samlet længde på 4,5 kilometer.
Fjorden har indløb mellem Flatset i vest og Bogen i øst. Gården  Hjelset ligger på østsiden, mens Søfstad ligger på vestsiden. Tordøya ligger midt i indløbet til fjorden og ved siden af Sundsøya i syd ligger Sauholmen.